# Sugestopedia

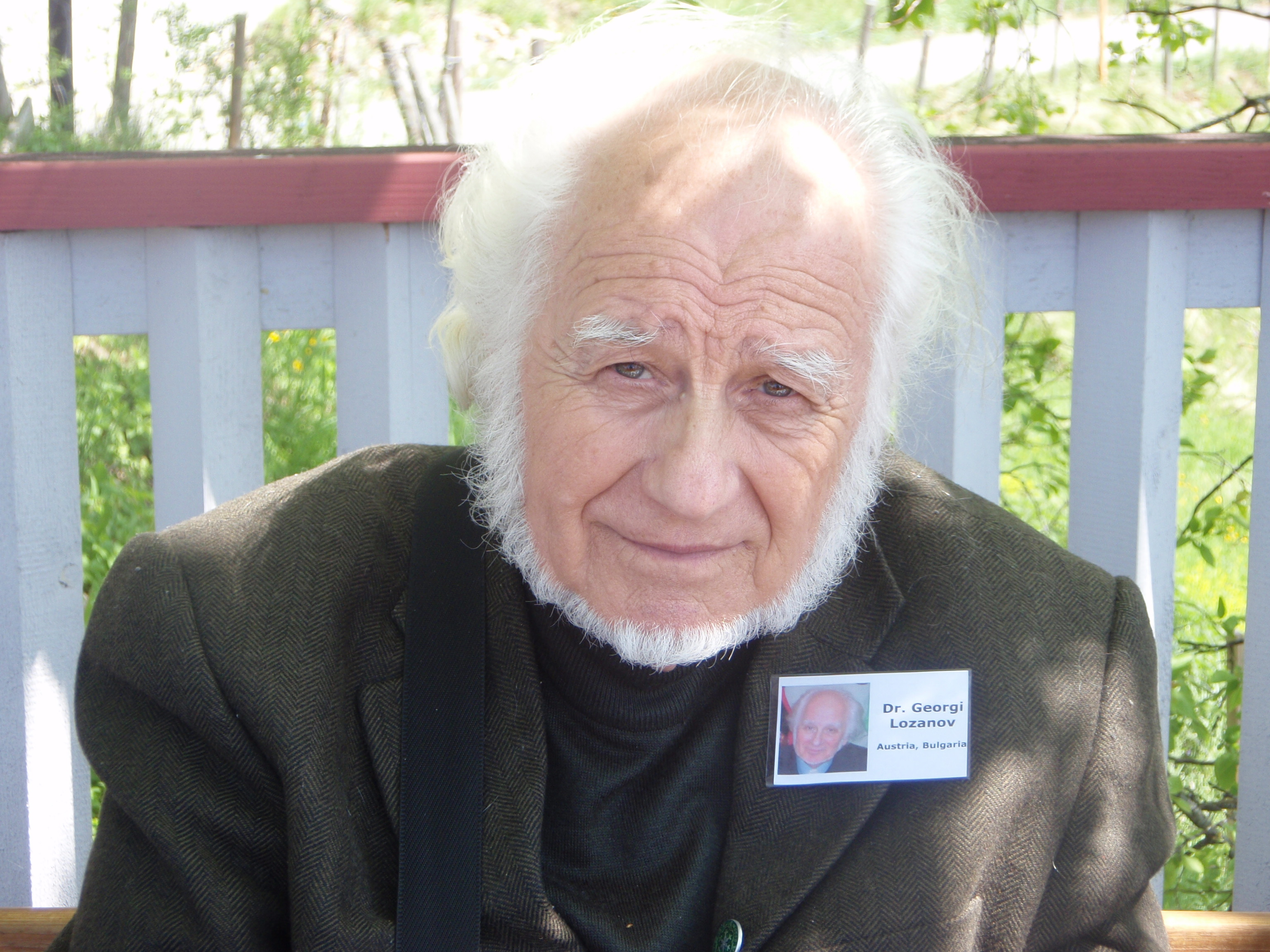
Georgi Lozanov, psicólogo búlgaro desarrollador de la sugestopedia.

Sugestopedia es un método de enseñanza desarrollado por el psicoterapeuta búlgaro Georgi Lozanov. Se utiliza para el aprendizaje de estudiantes de una lengua extranjera.
La teoría aplicó la sugestión positiva en la enseñanza cuando se desarrolló en la década de 1970. Sin embargo, a medida que el método mejoró, se ha centrado más en el "aprendizaje desugestivo" y ahora a menudo se le llama "desugestopedia". Sugestopedia es un acrónimo de las palabras "sugerencia" y "pedagogía". Un error común es vincular la "sugerencia" con la "hipnosis". Sin embargo, Lozanov lo pensó en el sentido de ofrecer o proponer, enfatizando la elección del estudiante.
La suggestopedia se basa en liberar al individuo de estrés, vergüenza, nervios y demás limitaciones personales puesto que se cree que esto puede entorpecer su capacidad de aprendizaje. Centrada en meditación y en programas de relajación.

## En la práctica
El entorno físico y la atmósfera en el aula son los factores vitales para asegurar que "los estudiantes se sientan cómodos y confiados. Los maestros capacitados utilizan diversas técnicas, incluidas el arte y la música. Una lección de sugestopedia consiste en tres fases al principio: el descifrado, la sesión de concierto (memorization séance) y la elaboración.

### Descifrado
El profesor introduce la gramática y el léxico del contenido. En la mayoría de los materiales, el texto en idioma extranjero se encuentra en la mitad izquierda de la página con una traducción en la mitad derecha, es decir, los significados se transmiten a través de la lengua materna de manera similar al método bilingüe.

### Sesión de concierto (activo y pasivo)
En la sesión activa, el profesor lee el texto a una velocidad normal, a veces entona algunas palabras, y los alumnos lo siguen. En la sesión pasiva, los alumnos se relajan y escuchan al profesor leyendo el texto con calma. Se reproduce música barroca de fondo.

### Elaboración
Los alumnos culminan lo aprendido con dramas, canciones y juegos.
Luego se desarrolla en cuatro fases a medida que se realiza muchos experimentos: la introducción, la sesión de concierto, la elaboración y la producción: 
- Introducción: El profesor enseña el material de "manera lúdica" en lugar de analizar el léxico y la gramática del texto de manera directiva.

- Sesión de concierto (activo y pasivo): En la sesión activa, el profesor lee entonando mientras se reproduce la música seleccionada. Ocasionalmente, los estudiantes leen el texto junto con el maestro y escuchan solo la música cuando el maestro hace una pausa en momentos particulares. La sesión pasiva se realiza con más tranquilidad.

- Elaboración: Los alumnos cantan canciones clásicas y juegan mientras "el profesor actúa más como un asesor".[1]

- Producción: Los estudiantes hablan e interactúan espontáneamente en el idioma de destino sin interrupciones ni correcciones.

## Los profesores
Los maestros no deben actuar de manera directiva, aunque este método está controlado por el maestro y no por los estudiantes. Por ejemplo, deben actuar como un verdadero socio para los estudiantes, participando en las actividades como juegos y canciones "con naturalidad" y "genuinamente". En la sesión del concierto, deben incluir completamente el arte clásico en sus comportamientos. Aunque son muchas las técnicas que utilizan los docentes, factores como "la comunicación en el espíritu del amor, el respeto al hombre como ser humano, la forma humanitaria específica de aplicar sus técnicas" son cruciales. Los docentes no solo necesitan conocer las técnicas y para adquirir la metodología práctica por completo, pero también para comprender completamente la teoría, porque, si implementan esas técnicas sin una comprensión completa, no podrán llevar a sus alumnos a resultados exitosos, o incluso podrían causar un impacto negativo en su aprendizaje, por lo que el docente debe estar capacitado en un curso impartido por capacitadores certificados.
Estos son los factores más importantes que deben adquirir los profesores, descritos por Lozanov: 
1. Cubrir una gran cantidad de material de aprendizaje.
2. Estructurar el material de manera sugeridopédica: global-parcial - parcial-global, y global en la parte - parte en lo global, relacionado con la proporción áurea.
3. Como profesional, por un lado, y personalidad, por otro lado, el docente debe ser un profesional de gran prestigio, confianza y credibilidad.
4. El profesor debe tener, no jugar, una expectativa del cien por cien de resultados positivos (porque el profesor ya tiene experiencia incluso desde el momento del curso de formación de profesores).
5. El profesor debe amar a sus alumnos (no sentimentalmente sino como seres humanos) y enseñarles con participación personal a través de juegos, canciones, artes clásicass y placer.

## Método para niños (sugestopedia preventiva)
El método para adultos incluye largas sesiones sin movimiento y materiales adecuados para adultos. Los niños, sin embargo, reciben impactos de "las normas sociales sugerentes" de manera diferente, y sus cerebros son más delicados que los de los adultos. Por tanto, se debe aplicar a los niños otro método con diferentes materiales, que se adapte mejor a sus características. Las lecciones para niños son más incidentales y breves, impidiendo a los niños las sugerencias pedagógicas negativas de la sociedad. Es importante informar a los padres sobre el método y sus roles, ya que podrían influir en los niños tanto negativa como positivamente, dependiendo de cómo los apoyen.

## Efectos secundarios
Lozanov afirma que el efecto del método no está solo en el aprendizaje del idioma, sino también en producir efectos secundarios favorables sobre la salud, las relaciones sociales y psicológicas y el éxito posterior en otras materias.

## Crítica
La sugestopedia ha sido llamada una "pseudociencia". Depende, en cierto sentido, de la confianza que los estudiantes desarrollen hacia el método. Lozanov nunca admitió que sugestopedia pueda compararse con un placebo. Sin embargo, argumenta que los placebos son realmente efectivos. Otro punto de crítica lo plantea Baur, quien afirma que los estudiantes solo reciben aportes a través de la escucha, la lectura y el respaldo musical-emocional, mientras que se están descuidando otros factores importantes de la adquisición del lenguaje. Además, los críticos cuestionan varias otras características del método, como la adquisición "inconsciente" del lenguaje o llevar al alumno a un estado infantil. Lukesch afirma que la sugestopedia carece de respaldo científico y es criticada por psicólogos por estar basada en pseudociencia.

## Variaciones posteriores
La sugestopedia produjo cuatro ramas principales:  
- El primero, todavía llamado, Sugestopedia y desarrollado en Europa del Este, utilizó técnicas diferentes de la versión original de Lozanov.
- El segundo y tercero respectivamente siguientes, Superaprendizaje y Aprendizaje y Enseñanza Sugestivos y Acelerados (SALT en inglés). Ambos se originaron en Norteamérica.
- Y el cuarto, Psychopädie se desarrolló en Alemania Occidental.

Si bien los cuatro son ligeramente diferentes de la sugestopedia original y entre sí, aún comparten los rasgos comunes de la música, la relajación y la sugerencia. Esas variantes de sugestopedia mencionadas anteriormente están demasiado lejos del concepto original y se basan en los primeros experimentos, que quedaron atrás durante las nuevas mejoras del método. 